# Prosopium abyssicola
Prosopium abyssicola är en fiskart som först beskrevs av Snyder, 1919.  Prosopium abyssicola ingår i släktet Prosopium och familjen laxfiskar. Inga underarter finns listade i Catalogue of Life.